# 世界语母语者
世界语母语者（英語：Native Esperanto speakers）指以世界语为母語的人。据1996年统计，世界语母语者有約200到2000人。
世界语不是任何地区的官方第一语言。世界语母语者一般出生在双亲说世界语的家庭。他们的双亲可能是在世界语者的聚会上相识，并且母语不同，主要的交流语言为世界语。世界语母语者几乎肯定需要在家之外知晓并使用其他语言。
出生于1904年的西班牙人Emilia Gastón是世界上有记载的第一位世界语母语者。世界语母语者中，著名货币投资家乔治·索罗斯是当今最知名的一位。另一位达尼埃尔·博韦是1957年的诺贝尔生理学或医学奖得主。
非母语的讲世界语的人称世界语者（Esperantisto）。

## 知名世界语母语者
- 达尼埃尔·博韦
- 乔治·索罗斯
- 彼得·金兹
- Kim J. Henriksen（英语：Kim J. Henriksen）
- Ino Kolbe（英语：Ino Kolbe）

## 外部連結
- 关于本土世界语演讲者演变的博客 （页面存档备份，存于）
- DENASK-L （世界文）— Internet discussion group for Esperanto families
- About native Esperanto speakers （页面存档备份，存于）